# Agrostis oseroensis
Agrostis oseroensis é uma espécie de gramínea do gênero Agrostis, pertencente à família Poaceae.